# Crevelești
Crevelești – wieś w Rumunii, w okręgu Buzău, w gminie Chiliile. W 2011 roku liczyła 116 mieszkańców.